# Mike Smith (basket-ball, 1987)
Pour les articles homonymes, voir Mike Smith (homonymie) et Smith.
Ne doit pas être confondu avec Mike Smith (basket-ball, 1963) ou Mike Smith (basket-ball, 1976).
Mike Smith, né le 17 juillet 1987, est un joueur américain de basket-ball. Il évolue aux postes d'arrière et d'ailier.

## Palmarès et distinctions

### Palmarès
- Joueur de l'année de la conférence Atlantic Sun 2011
- First-team All-Atlantic Sun 2011

### Distinctions personnelles
- 2 fois joueur de la semaine en championnat de Belgique[1],[2].